# ماسون (منتج أسطوانات)
ياسون خرونيس (بالهولندية: Iason Chronis)‏، معروف مهنياً باسم ماسون (بالهولندية: Mason)‏، هو دي جي نادي ‏ ومنتج أسطوانات ودي جيه هولندي، ولد في 17 يناير 1980 في أمستردام في هولندا.

## وصلات خارجية
- الموقع الرسمي
- ماسون على موقع ميوزك برينز (الإنجليزية)
- ماسون على موقع ميوزك برينز (الإنجليزية)
- ماسون على موقع أول ميوزيك (الإنجليزية)
- ماسون على موقع ديسكوغز (الإنجليزية)